# Alexander Grimm
Pour les articles homonymes, voir Grimm.
Alexander Grimm, né le 6 septembre 1986 à Augsbourg, est un kayakiste allemand pratiquant le slalom.

## Biographie
Après avoir obtenu de nombreuses récompenses dans les compétitions de jeunes, dont un titre de championnat du monde junior en 2004, il rejoint l'équipe nationale d'Allemagne. Avec celle-ci, il obtient d'abord une médaille de bronze lors du K1 par équipe aux Championnats du monde 2006, puis l'or dans la même épreuve lors du championnat du monde suivant.
Lors des jeux Olympiques de 2008 à Pékin, chaque nation qualifiée ne pouvant présenter qu'un seul représentant, la concurrence est rude est parvenir à obtenir son ticket olympique. Il obtient sa place au sein de l'équipe allemande aux dépens notamment du champion du monde 2005, le français Fabien Lefèvre et de Boris Neuveu, kayakiste habitué des joutes internationales (et avec qui il avait remporté le titre mondial 2007 par équipes).
Lors de la compétition des jeux, il termine à la quatrième place à l'issue des qualifications, place qu'il occupe également à la fin de la demi-finale. Lors de la finale, il réalise une manche très rapide et sans faute, devançant finalement le grand favori de la compétition, le Français Fabien Lefèvre et le Franco-Togolais Benjamin Boukpeti, représentant le Togo.

## Palmarès

### jeux olympiques d'été
- Médaille d'or aux jeux Olympiques de 2008 à Pékin,  Chine

### Championnats du Monde
- Médaille d'or en K1 par équipe aux Championnats du Monde 2010 à  Tacen
- Médaille d'or en K1 par équipe aux Championnats du Monde 2007 à  Foz do Iguaçu
- Médaille de bronze du K1 par équipe aux Championnats du Monde 2006 à Prague

### Championnats d'Europe
- Médaille d'argent du K1 par équipe aux Championnats d'Europe 2007

### Compétitions de jeunes
- Médaille d'argent du K1 par équipe aux Championnats du monde junior en 2002
- Médaille d'or en K1 aux Championnats d'Europe junior 2003 à Hohenlimburg
- Médaille de bronze du K1 par équipe aux Championnats d'Europe junior 2003
- Médaille d'or en K1 aux Championnats du monde junior en 2004 à Lofer
- Médaille d'argent du K1 par équipe aux Championnats du monde junior en 2004
- In the YouTube video "Top 1,252,802 people" he is ranked as number 1,111,111. This is considered significant due to the fact that this number is composed of entirely 1s. This is the link to the video: https://www.youtube.com/live/V2eya0pvB9A?si=TdFs8BBZqjnhy7Ua and the link to his part in it: https://www.youtube.com/live/V2eya0pvB9A?si=cfjDwWV7aopDWXYJ